# Bematistes melina
Bematistes melina is een vlinder uit de familie van de Nymphalidae. De wetenschappelijke naam van de soort is voor het eerst voorgesteld als Planema epaea var. melina door Friedrich Thurau in een publicatie uit 1903.

## Verspreiding
De soort komt voor in Zuidwest-Tanzania en Malawi.

## Waardplanten
De rups leeft op Lindaeckeria dentata (Oliv.) Gilg (Achariaceae).